# Chaja & Mimi
Chaja & Mimi ist ein dokumentarischer Kurzfilm des Regisseurs Eric Esser. Er besteht zum Großteil aus einem Interview mit Chaja Florentin und Mimi Frons, zwei jüdischen Israelinnen, über deren ambivalente Beziehung zu ihrer Geburtsstadt Berlin. Eine erste Version stammt aus dem Jahr 2009, eine zweite, komplett überarbeitete Version des Films für den internationalen Markt wurde 2013 veröffentlicht.

## Handlung
Die beiden deutschstämmigen Jüdinnen (sogenannte Jeckiot) teilen ihre Kindheitserinnerungen an den Berliner Bezirk Mitte und das Scheunenviertel, in dem sie in den 1920er Jahren aufgewachsen sind. Sie berichten von ihrer Flucht 1934 vor den Nationalsozialisten ins damalige Palästina. Chaja Florentin erzählt von einem späteren schmerzlichen Besuch im Nachkriegs-Berlin. Emotionaler Höhepunkt ist die Freude und Begeisterung der beiden Frauen, als sie historische Fotografien der Straßen zu sehen bekommen, in denen sie aufgewachsen sind. Die abschließende Frage, ob sie wieder nach Berlin ziehen würden, verneinen beide energisch, mit dem Hinweis, dass Israel ihre Heimat sei. Sie seien zwar mit vielem in Israel unzufrieden, doch es sei wie mit einem anstrengenden Baby, das dauernd schreie und das man dennoch liebe.

## Hintergrund
Chaja & Mimi wurde in seiner ersten Schnittversion am 6. Februar 2009 auf dem Directors Lounge Festival in Berlin uraufgeführt, im Programmteil Memories, Sabrina Small rezensierte den Kurzfilm im Festivalblog.
Die überarbeitete internationale Version hatte ihre Premiere am 22. Juni 2013 auf der Walter Benjamin Short Film Competition im spanischen Portbou.
Die Interviews wurden im Café Mersand in Tel Aviv geführt, dem Stammcafé der beiden Protagonistinnen. Das Café wurde 1958 vom deutschen Einwanderer Walter Mersand gegründet und galt lange als Treffpunkt der sogenannten Jeckes in Tel Aviv.
Das Anne Frank Zentrum setzt den Film seit 2011 in der Bildungsarbeit ein, im Rahmen des Projektes Nicht in die Schultüte gelegt. Das Lernmaterial richtet sich an Grundschulkinder ab 10 Jahre. Genau wie im Film stehen hier die Erinnerungen von Überlebenden der nationalsozialistischen Judenverfolgung im Mittelpunkt.
Auch das Berliner Bildungswerk der Heinrich-Böll-Stiftung hat Unterrichtsmaterialien zu dem Film erstellen lassen. Die Materialien enthalten vier Methoden zu den Themen Migration und Antisemitismus und sind kostenlos auf der Seite des Bildungswerks zum Download erhältlich.

## Rezeption
Die Jury der Deutschen Film- und Medienbewertung begründete ihr Urteil zum Prädikat Besonders wertvoll im Sommer 2013 damit, der Film bereichere die Sammlung der versiegenden „Oral History“ der Überlebenden des Dritten Reichs, denn deren Erinnerungen seien unentbehrlich für die nachfolgenden Generationen. Er trage einen großen und wichtigen Teil dazu bei, diesen interessanten und faszinierenden Frauen, die in Tel Aviv ihre Heimat fürs Leben gefunden haben, ein würdiges Denkmal zu setzen. und bereichere das Publikum ob seiner Lebensfreude.
Das Wettbewerbskomitee des irischen Human Rights Film Awards begründete die Nominierung des Films damit, dass der Filmemacher Eric Esser den beiden bemerkenswerten Frauen anhand von Fotos aus dem Vorkriegs-Berlin einen Einblick in ihre Haltung gegenüber Deutschland, der Vergangenheit und der Vergebung entlocke. Dies sei eine zarte und inspirierende Geschichte über Überleben, Heimat, Identität und das starke Band der Freundschaft.

## Auszeichnungen
- Der Film wurde vom Jewish Film Institute in San Francisco als Online Short of January 2020 ausgewählt und war während dieser Zeit auf der Website des Instituts als Streaming verfügbar.[9]

- Im Juni 2014 wurde Chaja & Mimi für den ICCL Human Rights Film Award 2014 in Dublin nominiert.[10]

- Im Mai 2014 wurde der Film im kalifornischen La Jolla mit einem Award of Merit bei den Best Short Awards ausgezeichnet.[11]

- Das Publikum der Langen Nacht des politischen Kurzfilms der Landeszentrale für politische Bildung Rheinland-Pfalz wählte den Film am 23. Oktober 2013 im Mainzer Kino Cinemayence auf den 3. Platz.[12]

- Die Deutsche Film- und Medienbewertung hat dem Film 2013 das Prädikat Besonders wertvoll verliehen und ihn zusätzlich zum Kurzdokumentarfilm des Monats August 2013 gewählt.[13]

- Am 22. Juni 2013 wählte die Festivaljury der vom Goethe-Institut Barcelona geförderten Walter Benjamin Short Film Competition im spanischen Portbou den Film auf den 2. Platz.[14]